# Goniophlebium furfuraceum
Goniophlebium furfuraceum là một loài thực vật có mạch trong họ Polypodiaceae. Loài này được (Schltdl. & Cham.) T. Moore miêu tả khoa học đầu tiên năm 1857.